# 富山赤十字看護専門学校
富山赤十字看護専門学校 （とやませきじゅうじかんごせんもんがっこう）は、富山県富山市にあった私立専修学校。運営母体は、日本赤十字社。日本赤十字社の看護師養成校の中で、全国で5番目に発足した歴史を持つ。2021年（令和3年）3月31日に閉校。閉校までの卒業生は3554人。フローレンス・ナイチンゲール記章受章者も輩出した。

## 沿革
- 1895年（明治28年）  - 日本赤十字準備看護婦養成所として発足[1]。
- 1932年（明治40年）  - 日本赤十字社富山支部病院救護看護婦養成所と改称。
- 1948年（昭和23年） - 富山赤十字看護学院と改称。
- 1950年（昭和25年） 4月 - 富山赤十字高等看護学院と改称。保健婦助産婦看護婦法に基づく養成施設として指定。
- 1976年（昭和51年）4月 - 富山赤十字看護専門学校と改称。保健婦助産婦看護婦法並びに学校教育法に基づく医療専門課程を設置する専修学校となる。
- 1995年（平成7年）- 専門士の称号が付与できる専修学校の専門課程として認可。
- 1996年（平成8年） - 現在の地に移転。
- 2021年（令和3年）3月 - 閉校[1]。

## 学科
- 専門課程 看護学科 3年課程

赤十字社奨学金
- 日本赤十字社看護師同方会奨学資金

## 取得できる資格・免許状

### 看護学科
- 看護師国家試験受験資格
- 保健師・助産師の養成機関受験資格
- 養護教諭免許一種の養成機関（看護系）受験資格
- 専門士（医療専門課程）の称号[2]
- 四年制大学編入学受験資格

## 交通アクセス
- JR富山駅前から
  - 地鉄バス 15番乗り場より乗車、「赤十字病院前」下車。（約5分程度）
  - 富山駅北口よりタクシーにて、約5分程度。
  - 富山駅北口より徒歩にて、約15分程度。